# Marc Christian
Marc Christian (Hollywood, 23 giugno 1953 – Burbank, 2 giugno 2009) è stato un personaggio televisivo statunitense. È noto anche per essere stato il partner dell'attore Rock Hudson.

## Biografia
Marc Christian e Rock Hudson si conobbero nel 1982, quando Christian aveva ventotto anni. Dopo l'inizio della loro relazione Christian andò a vivere assieme all'attore. Hudson fu la prima celebrità internazionale ad ammettere pubblicamente di essere affetta dall'AIDS, tanto che il suo caso svolse un ruolo notevole nella diffusione della conoscenza di questa malattia.
Il 2 ottobre 1985, dopo la morte di Rock Hudson, Marc Christian intentò una causa giudiziaria contro gli eredi dell'attore per il diritto alla prestazione alimentare e per i danni subiti alla salute, affermando che il partner gli aveva tenuto nascosta la malattia pur continuando ad avere rapporti sessuali con lui. Christian risultò sieronegativo.
A seguito del procedimento di primo grado la giuria stabilì che Christian avesse diritto a un risarcimento economico di venticinque milioni di dollari: la somma fu ridotta a cinque milioni dal giudice che emise la sentenza. Successivamente Christian ricorse in appello, ma nel 1991 fu raggiunto un accordo extragiudiziale che pose fine alla controversia fra le parti. Marc Christian morì a causa di alcuni problemi polmonari il 2 giugno 2009 al Providence Saint Joseph Medical Center di Burbank.

## Filmografia

### Cinema
- Deadly Addiction, regia di Jack Vacek (1988)

### Televisione
- Un dia és un dia – serie TV, episodi 1x05-2x24 (1990)
- Rock Hudson's Home Movies, regia di Mark Rappaport – documentario (1992)
- Trent & Tilly – serie TV, episodi 3x01 (2015)